# Estándar (música)
En música, un estándar es un esquema básico para entender una pieza. Contiene la melodía original, su progresión armónica, una tonalidad, y la medida. Se entiende que es lo suficientemente ambigua como para poder realizar diferentes interpretaciones que difieran más allá de la dinámica: por ejemplo, usar diversas notas dentro de la armonía, o variar el ritmo o el tempo. Incluso la tonalidad y la medida pueden modificarse según convenga.
La mayoría de los estándares más conocidos vienen del jazz y son canciones antiguas la mayoría creadas entre la década de 1920 y la de 1970, muchas veces compuestas para películas y que se han acabado instaurando en el jazz (por ejemplo, «Summertime», de George Gershwin o «Round' Midnight», de Thelonious Monk). Sin embargo, no se limitan a este género, y actualmente el término estándar (standard) se aplica en los países anglosajones a las canciones melódicas de éxito, más o menos tenidas por clásicas y que son versionadas por múltiples intérpretes.